# Marley a já
Marley a já (v originále Marley & Me) je romantická komedie z roku 2008 od režiséra Davida Frankela. Film měl v Americe premiéru 25. prosince 2008 a v Česku premiéru 12. března 2009.

## Obsazení
| Owen Wilson        | John Grogan        |
| Jennifer Aniston   | Jennifer Groganová |
| Eric Dane          | Sebastian          |
| Kathleen Turnerová | paní Kornblutová   |
| Alan Arkin         | Arnie Klein        |